# Gyurgyák János
Gyurgyák János (Dorog, 1956. szeptember 14. –) magyar történész, szociológus, könyvkiadó és lapszerkesztő.

## Élete
Az Eötvös Loránd Tudományegyetemen szerzett történelem–néprajz–antropológia szakos diplomát 1981-ben. 1982 és 1985 között elvégezte a szociológia szakot is. 1986–1987 folyamán az oxfordi Nuffield College-ben tanult politikaelméletet.
Az ELTE Bölcsészkarán 1987-től politikaelméletet oktat. Tanított a Bibó István Szakkollégiumban is. 1991-től az ELTE Jogi Karán oktatott. 1993-tól a Budapesti Közgazdaságtudományi Egyetemen (ma Corvinus Egyetem) tanított politológiát.
1985-től 1995-ig a Századvég című folyóirat főszerkesztője, 1994-ig a Századvég Kiadó vezetője volt. 1994-ben létrehozta, és azóta vezeti az Osiris Kiadót. Felesége Kollár Judit (1962), akivel három közös gyermeke van.

## Művei

### Kézikönyvek és monográfiák
- Szerzők és szerkesztők kézikönyve (Osiris, Budapest, 1996)
- A zsidókérdés Magyarországon. Politikai eszmetörténet (Osiris, Budapest, 2001)
- Rövidítésszótár (Osiris, Budapest, 2005)
- Ezzé lett magyar hazátok. A magyar nemzeteszme és nacionalizmus története (Osiris, Budapest, 2007)
- Magyar fajvédők (Osiris, Budapest, 2012)
- Európa alkonya? (Osiris, Budapest, 2018)
- A tudományos írás alapjai – Útmutató szemináriumi és tudományos diákköri értekezést, szakdolgozatot és disszertációt íróknak (Osiris, Budapest, 2019)
- Elvesztett illúziók – megtalált történelem (Osiris, Budapest, 2021)

### Szerkesztett kötetek
- A forradalom hangja (Magyarországi rádióadások 1956. okt. 23. – nov. 9.) (Századvég, Budapest, 1989)
- Jászi Oszkár bibliográfia (Litván Györggyel; Századvég, Budapest, 1991)
- Mi a politika? Bevezetés a politika világába (Osiris, Budapest, 2003)
- Élet a régi Magyarországon (Környei Anikóval és Saly Noémival; Osiris, Budapest, 2004)
- Történetelmélet I–II. (Kisantal Tamással; Osiris, Budapest, 2006)
- Magyarország története képekben I–III. (Osiris, Budapest, 2008)
- Huszonöt év a magyar könyvkiadásban. Századvég Kiadó, 1985–1994; Osiris, 1995–2010; Bibliográfia, Osiris, Budapest, 2010
- Élet és halál könyve, 1-2.; szerk. Gyurgyák János, ill. Takáts Márton (Osiris, Budapest, 2010)
- Trianon 100 – Vérző Magyarország; Emlékező Magyarország 1-2.; [három kötet + 8 térképmelléklet, díszdobozban] szerk. Kosztolányi Dezső, szerk. Gyurgyák János (Osiris, Budapest, 2020)
- Ady Endre prózai munkái (Osiris, Budapest, 2021)

## Díjai
- Budapest díszpolgára (2022)[1]

## Külső hivatkozások
- Ezzé lett magyar hazátok címmel jelent meg Gyurgyák János legújabb kötete. Magyar Nemzet, 2008. február 26.
- Az Osiris Kiadó honlapja